# Pietro Lanza di Trabia
Pour les articles homonymes, voir Lanza, Palais Trabia, Villa Trabia et Pietro Lanza di Scalea.
Pietro Lanza e Galeotti, prince de Trabia est un aristocrate et homme politique italien, né à Florence le 18 août 1862, mort à Palerme le 16 octobre 1929.

## Biographie
Propriétaire terrien héritier d'une grande famille nobiliaire sicilienne, il est laurea en droit.
Il porte les titres de prince de Trabia et de Santo Stefano di Mistretta, duc de Camastra, comte de  Mussomeli e di Sommatino, Il est reconnu en 1899 baron de Dorilli, de Sommatino et de Rigiulfo, seigneur de Dammisa. Il est également prince de Butera et de Pietraperzia, duc de Santa Lucia e de Branciforte, marquis de Militello e di Barrafranca, comte de Mazzarino et de Raccuia, baron de Fontana Murata, Biviere di Lentini e Imbrici, seigneur de Santa Maria di Niscemi, d'Occhialà, prince de Campofiorito, marquis de la Ginestra, baron de Valguarnera Radali, prince de Scalea, marquis de Misuraca, prince de la Catena à partir de 1912, prince de Leonforte à partir de 1913, prince de Scordia, à partir de 1917.
Il épouse Giulia Florio, fille du riche industriel Ignazio Florio et de la baronne Giovanna d'Ondes Trigona. Deux de ces fils meurent à la guerre, Ignazio, mort en 1917 près d'Udine après un combat aérien, trois fois médaillé d'argent pour bravoure, et Manfredi, médaille d'argent après une première blessure, mort au combat en 1918 après avoir demandé son retour au front.
Il s'engage en politique au profit du parti modéré qu'il souhaite revitaliser en Sicile. Il est élu pour la première fois lors des élections législatives de 1892 dans la troisième circonscription de Palerme (Molo), profitant de la loi électorale voulue par Giolitti contre la progression des partis de masse, qui divise la ville de Palerme en quatre circonscriptions uninominales en avantageant l'opposition à Francesco Crispi. Sa candidature n'est pas une évidence dans son entourage, puisqu'il fait face à Angelo Muratori, dont est proche son oncle, le prince de Scalea, et qui est l'ami de Crispi lequel est l'avocat historique de la famille de sa femme, les Florio. Pourtant, si le prince de Scalea délaisse la politique, Ignazio Florio Jr. met à son profit l'influence qu'il a dans le collège de Molo que Trabia complète en inaugurant à Palerme l'achat de votes pour 5 à 10 lires chacun, ce pourquoi il est ensuite poursuivi pour corruption électorale. 
Réélu dans sa circonscription pour les XIXe, XXe, XXIe, XXIIe et XXIIIe législatures, il siège à l'extrême droite. Il est secrétaire de la Chambre à deux reprises, entre le 7 avril 1897 et le 15 juillet 1898, puis du 10 mars 1902 au 5 décembre 1903.
Il est ensuite nommé sénateur le 24 novembre 1913.
Il est membre de la Société sicilienne pour l'histoire de la Patrie.

## Décorations
- Ordre des Saints-Maurice-et-Lazare : chevalier (3 décembre 1891), commendeur  (6 juillet 1896), grand officier (10 octobre 1922)
- Bailli grand croix de l'Ordre souverain militaire et hospitalier de Malte oce del Sovrano militare ordine di Malta